# Robert Wolders
Robert Wolders (ur. 28 września 1936 w Rotterdamie, zm. 12 lipca 2018) – holenderski aktor telewizyjny i filmowy. Jest znany z takich seriali jak: Loredo, Ożeniłem się z czarownicą oraz z filmów Tobruk i Kemek. 

## Kariera
Robert Wolders zaczął się pojawiać w takich serialach jak Flipper i The John Forsythe Show, zanim dostał rolę Erika Huntera w drugim sezonie Loredo. Wolders miał również kilka występów gościnnych w serialach Ożeniłem się z czarownicą, Daniel Boone oraz Mary Tyler Moore. Przerwał granie w serialach i filmach krótko po tym, jak ożenił się z Merle Oberon.

## Życie prywatne

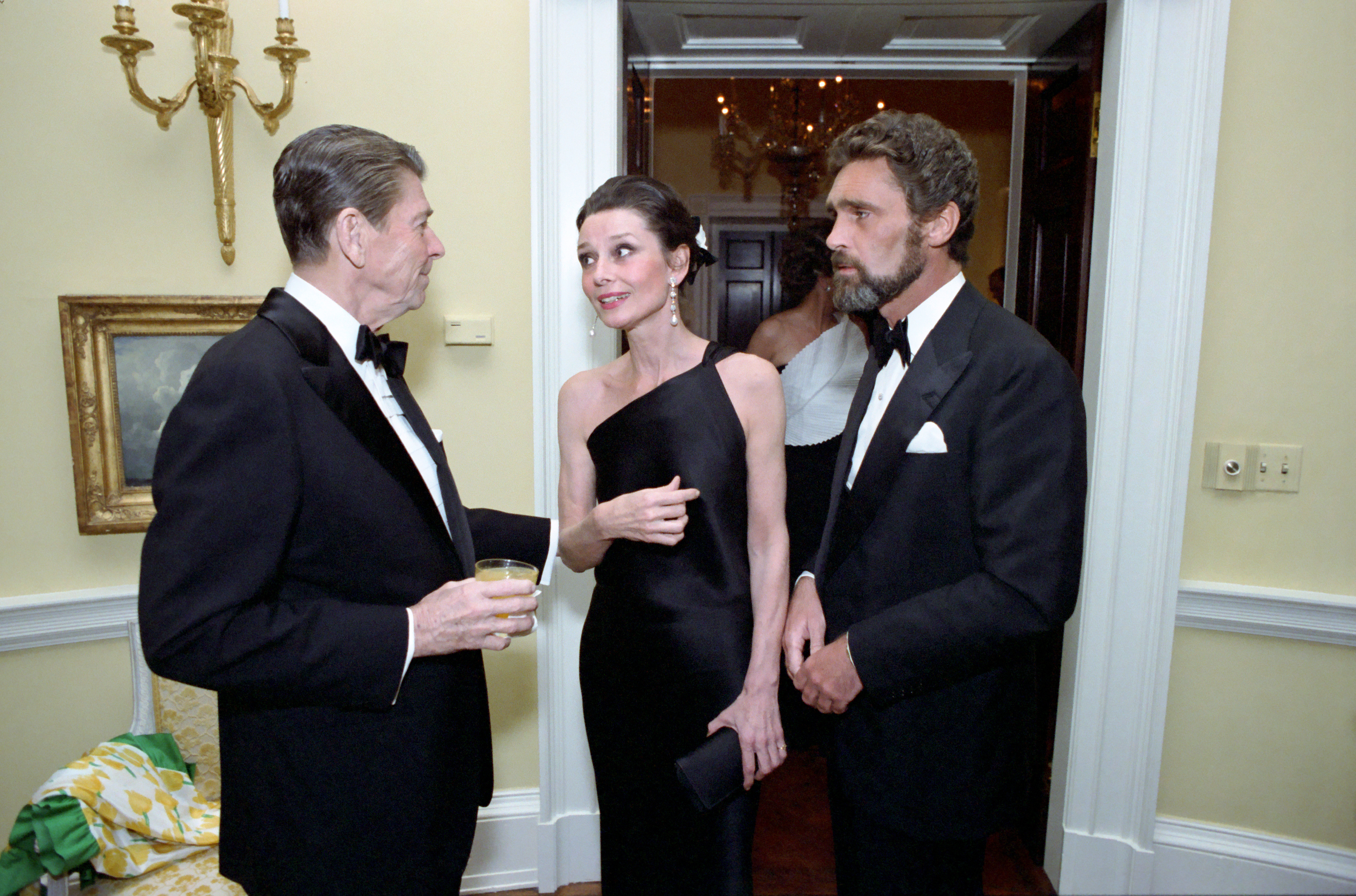
Robert Wolders i Audrey Hepburn rozmawiają z Ronaldem Reaganem

Robert Wolders poznał Merle Oberon podczas kręcenia filmu Interval w 1973 roku. Oberon była wówczas od 16 lat zamężna Brunonem Pagliaim. Po zakończeniu zdjęć rozwiodła się i wyszła za mąż za Woldersa w 1975 r. Była od niego starsza o 25 lat. Byli małżeństwem aż do śmierci Oberon z powodu udaru mózgu. Od 1980 roku przez 13 lat był partnerem Audrey Hepburn do czasu jej śmierci. W latach 1994 i 1995 spotykał się z aktorką i tancerką Leslie Caroną. Od 1995 r. był partnerem Shirlee Fondy, wdowy po Henrym Frondzie.

## Filmografia

### Filmy
| Rok  | Tytuł      | Rola            |
| ---- | ---------- | --------------- |
| 1966 | Beau Geste | Fouchet         |
| 1967 | Tobruk     | kapral Bruckner |
| 1970 | Kemek      | Sebastian       |
| 1973 | Interval   | Chris           |

### Telewizja
| Rok       | Tytuł                     | Rola            |
| --------- | ------------------------- | --------------- |
| 1965      | Flipper                   | kapitan Johnson |
| 1966      | The John Forsythe Show    | Mishka          |
| 1966-1967 | Loredo                    | Erik Hunter     |
| 1967      | Daniel Boone              | Almaviva        |
| 1967      | The Man from U.N.C.L.E.   | Andreas Petros  |
| 1969      | The F.B.I.                | Eric Linler     |
| 1970      | Ożeniłem się z czarownicą | Clark           |
| 1974      | Mary Tyler Moore Show     | Paul Van Dillen |
| 1975      | McMillan & Wife           | Ilia Astrov     |